# Siganus vulpinus
Siganus vulpinus là một loài cá biển thuộc chi Cá dìa trong họ Cá dìa. Loài cá này được mô tả lần đầu tiên vào năm 1845.

## Từ nguyên
Từ định danh của loài cá này trong tiếng Latinh có nghĩa là "như loài cáo", hàm ý có lẽ đề cập đến phần mõm nhọn như loài cáo của chúng.

## Phạm vi phân bố và môi trường sống
S. vulpinus có phạm vi phân bố trải rộng từ Đông Nam Ấn Độ Dương đến Tây Thái Bình Dương. Loài cá này xuất hiện rộng khắp vùng biển các nước Đông Nam Á, băng qua Papua New Guinea đến quần đảo Marshall và quần đảo Gilbert; phía nam giới hạn đến New Caledonia và vùng biển phía bắc Úc; phía bắc trải dài đến đảo Đài Loan.
S. vulpinus ưa sống gần các rạn san hô (thường là giữa các rạn san hô nhánh) ở độ sâu đến 30 m.

## Phân loại học
S. vulpinus có sự tương đồng về mặt di truyền và hình thái với Siganus unimaculatus, nhưng chỉ khác biệt nhau về màu sắc (S. vulpinus không có đốm đen ở trên thân như S. unimaculatus). Một số nhà ngư học chỉ ra rằng, cả hai thực sự là những loài hợp lệ, trong khi số khác thì cho rằng, S. unimaculatus chỉ là một biến thể kiểu hình của S. vulpinus.

## Mô tả
Chiều dài cơ thể tối đa được ghi nhận ở S. vulpinus là 25 cm, nhưng thường bắt gặp với chiều dài phổ biến là 20 cm. Cơ thể có màu vàng, ngoại trừ vùng đầu và thân trước màu trắng, vùng ngực có màu nâu đen. Một dải sọc có cùng màu với ngực từ miệng băng qua mắt lên trên gốc của gai lưng thứ nhất. Vùng màu trắng trên má thường có nhiều chấm nâu nhạt. Hai tia trên của vây ngực màu nâu đen, phần còn lại của vây trong suốt. Gai và tia vây bụng màu nâu đen, phần còn lại của vây màu trắng. Hình thái cơ thể của S. vulpinus rất giống với loài Siganus unimaculatus, ngoại trừ việc S. vulpinus không có đốm đen như S. unimaculatus.
Cũng như những loài họ hàng cùng chi, khi gặp phải sự đe dọa, S. vulpinus có thể dựng thẳng đứng các tia và gai ở các vây, và chúng cũng có thể đổi màu cơ thể với những mảng đốm nâu và trắng xen kẽ.
Số gai ở vây lưng: 13; Số tia vây ở vây lưng: 10; Số gai ở vây hậu môn: 7; Số tia vây ở vây hậu môn: 9.

## Sinh thái học
Cá con thường tập trung thành đàn lớn trên các rạn san hô ở vùng nước nông, nhưng khi đạt đến chiều dài khoảng 10 cm, chúng sẽ bắt đầu bắt cặp với nhau. Các cặp cá trưởng thành sẽ bơi ra những vùng nước sâu để sinh sống. Thức ăn của chúng là những loài tảo bám trên các nhánh san hô chết.